# Benoît Deveaud
 (décembre 2021).
Si vous disposez d'ouvrages ou d'articles de référence ou si vous connaissez des sites web de qualité traitant du thème abordé ici, merci de compléter l'article en donnant les références utiles à sa vérifiabilité et en les liant à la section « Notes et références ».
Benoît Deveaud, né le 19 septembre 1952, est un physicien ayant la double nationalité française et suisse, spécialisé en spectroscopie optique des semi-conducteurs. Il a plus particulièrement étudié la physique des processus optiques ultrarapides dans les nanostructures des semi-conducteurs.

## Biographie
Il est admis en 1971 à l'École Polytechnique de Paris et s'y spécialise en physique.
En 1974, il entre au Centre National d'Études des Télécommunications. Il mène à la fois les études sur les centres profonds dans les semi-conducteurs III-V, et poursuit ses études de physique en préparant un diplôme d'études approfondies en physique des solides.
En 1984, il soutient sa thèse de doctorat à l'Université de Grenoble.
Entre-temps, son équipe s'intéresse aux microstructures et lance une recherche sur les propriétés structurales et optiques des super réseaux à base d'arséniure de gallium. Ces études mettent en évidence par exemple le transport vertical dans les super-réseaux ou la quantification des énergies de transition dans un puits quantique.
En 1986 il rejoint l'équipe de Daniel Chemla aux Bell Laboratories et participe à la mise au point de la première expérience de luminescence ayant une résolution temporelle meilleure qu'une picoseconde. Il étudie les processus de relaxation ultra-rapide dans les puits quantiques.
Rentré en France, au CNET, en 1988, il dirige un laboratoire d'études ultra-rapides, portant sur les propriétés optiques et électroniques des matériaux semi-conducteurs.
Nommé professeur en physique à l'EPFL en octobre 1993, son équipe de recherche étudie la physique des processus ultrarapides dans les micro et nanostructures, et les composants qui les utilisent. Son équipe étudie en particulier la physique des polaritons excitoniques en microcavité, avec des contributions majeures sur la démonstration de la condensation de Bose des  polaritons, l’observation des vortex au sein du condensat, puis des demi-vortex. Son équipe étudie aussi la superfluidité du condensat et observe les oscillations Josephson ainsi que la résonance de Feshbach.
Il dirige l'Institut de Micro et Optoélectronique depuis 1998 puis l'Institut de Photonique et électronique quantique de 2003 à 2007.
Son équipe participe ensuite activement au Pôle national de Recherche "Quantum Photonics" dont il est le Directeur Adjoint de 2001 à 2005 puis le Directeur de 2005 à 2013.
Il est Doyen pour la recherche à l'EPFL de 2008 à 2014.
De 2014 à 2017, il dirige l'Institut de Physique de l’EPFL.
Il est éditeur divisionnaire de Physical Review Letters de 2001 à 2007.
De 2017 au 1er février 2023, il est directeur de la recherche de l’École polytechnique à Palaiseau.[réf. nécessaire]

## Publication majeures
- Bose-Einstein Condensation of Exciton Polaritons, J. Kasprzak, M. Richard, S. Kundermann, A. Baas, P. Jeambrun, J. Keeling, F. M. Marchetti, M. H. Szymańska, R. André, J. L. Staehli, V. Savona, P. B. Littlewood, B. Deveaud, Le Si Dang, Nature 443, 409 (2006)
- Quantized vortices in an exciton-polariton condensate, K.G. Lagoudakis, M. Wouters, M. Richard, A. Baas, I.  Carusotto, R. André, LS. Dang, B. Deveaud- Plédran, Nature Physics, 4,  p.706-710 (2008)
- High-temperature ultrafast polariton parametric amplification in semiconductor microcavities, M. Saba, C. Ciuti, J. Bloch, V. Thierry-Mieg, R. André, Le Si Dang,, S. Kundermann, A. Mura, G. Bongiovanni, J. L. Staehli, B. Deveaud, Nature, 414, 2001 p. 731 (2001)
- Observation of Half Quantum Vortices in an Exciton-Polariton Condensate, K. G. Lagoudakis, T. Ostatnick, A.V. Kavokin, Y. G. Rubo, R. André, B. Deveaud-Plédran, Science, 326, 974-976 (2009)
- Enhanced radiative decay of free excitons in GaAs quantum wells, B. Deveaud, F. Clérot, N. Roy, K. Satzke, B. Sermage, D.S. Katzer, Phys. Rev. Lett., 67, 2355  (1991)
- Multistability of a Coherent Spin Ensemble in a Semiconductor Microcavity, T.K. Paraïso, M. Wouters, Y. Léger, F. Morier-Genoud, and B. Deveaud-Plédran, Nature Materials, 9, 655 (2010)
- Coherent Oscillations in an Exciton-Polariton Josephson Junction, K. G. Lagoudakis, B. Pietka, M. Wouters, R. André, B. Deveaud-Plédran, Phys. Rev. Lett., 105, 120403 (2010)
- Hydrodynamic nucleation of quantized vortex pairs in a polariton quantum fluid, G. Nardin, G. Grosso, Y. Leger, B. Pietka, F. Morier-Genoud, B. Deveaud-Pledran, Nature Physics, 7, 635 (2011)

## Livres
- Optics of Excitons in confined systems, Proc. OECS 6, Ed. Benoit Deveaud-Plédran, Vol. 178, Wiley-VCH, (2000)
- Electron and Photon Confinement in Semiconductor Nanostructures, IOS Press, Amsterdam, Vol. 150,  (ISBN 978-1-58603-352-1), Eds: B. Deveaud, et al. 448 pp. (2003)
- The Physics of Semiconductor Microcavities: From Fundamentals to Nanoscale Devices, Benoit Deveaud Ed., Wiley-VCH, ISBN, 328p. (2007)
- Quantum coherence in Solid State Systems, IOS Press, Amsterdam, Volume 171, Int. School of Physics Enrico Fermi,  (ISBN 978-1-60750-039-1), Eds: B. Deveaud, et al. 584 pp. (2009)

## Prix et récompenses à l'international
- Young researcher award, Ministère de la défense, Paris 1985
- Sabbatical fellowship / Direction des études avancées (France), aux laboratoires Bell (1986-1987)
- Divisional Editor, Physical Review Letters, 2000-2006
- Best teacher award, EPFL I&C school, 2004
- Outstanding referee, for the journals of American Physical Society
- Fellow, European Optical Society, 2010
- ERC Advanced grant, Polaritronics, 2012-2017
- Fellow, American Physical Society, 2012[3]
- Prix Charpak-Ritz, La Société Française de Physique et la Société Suisse de Physique, 2019[4]